# Inflatella coelosphaeroides
Inflatella coelosphaeroides är en svampdjursart som beskrevs av Koltun 1964. Inflatella coelosphaeroides ingår i släktet Inflatella och familjen Coelosphaeridae. Inga underarter finns listade i Catalogue of Life.